# Julie Cobb
Julie Cobb (Los Ángeles, California, 29 de mayo de 1947) es una actriz estadounidense. Es hija del actor Lee J. Cobb. Comenzó su carrera en la serie Star Trek: la serie original (1966) y hasta la actualidad ha realizado diversos papeles en películas, series de televisión y producciones teatrales. 

## Primeros años
Julie Cobb nació el 29 de mayo de 1947 en Los Ángeles, California, dentro de una familia judía. Sus padres fueron el actor Lee J. Cobb y la actriz Helen Beverley. Asistió siendo pequeña al instituto de Beverly Hills y fue alumna de la Universidad Estatal de San Francisco. Antes de convertirse en actriz, realizó trabajos de recepcionista, de profesora de inglés en Ciudad de México y como conejita de Playboy.

## Carrera
A lo largo de sus 40 años de carrera, Julie Cobb ha realizado mayormente papeles secundarios y apariciones especiales. Su primer papel acreditado fue en un episodio de la serie original de Star Trek, titulado «By Any Other Name», el cual fue emitido el 23 de febrero de 1968. Seguidamente, tuvo una aparición en Gunsmoke (1974), interpretando a una hija en un doloroso reencuentro con su padre, un orgulloso oficial militar. El coronel era interpretado por el padre de Cobb en la vida real, el actor Lee J. Cobb. Otras apariciones destacables en series de televisión son en The Brady Bunch, Charles in Charge y The DA.
En cuanto a su filmografía, cabe mencionar películas en las que aparece con roles secundarios como The Secong Coming of Suzanne (1974), Just You and Me, Kid (1979), The Runnin' Kind (1989), Lisa (1990), Defending Your Life (1991) y Dr. Jekyll y Mr. Hyde (1995). Como actriz de teatro, obtuvo el premio de Crítica Teatral de Los Ángeles tras su papel en la pieza After the Fall, dirigida por Arthur Miller.

## Vida personal
Cobb se casó con el actor James Cromwell el 29 de mayo de 1986, aunque se divorciaron en 2005.

## Películas y series de televisión
| Año       | Título                                         | Personaje                                           | Notas                            |
| --------- | ---------------------------------------------- | --------------------------------------------------- | -------------------------------- |
| 1968      | Star Trek: The Original Series                 | Yeoman Thompson                                     | «By Any Other Name»              |
| 1970      | Love, American Style                           | Valerie                                             | Fragmento «Love and the pen pal» |
| 1970      | Bracken's World                                | Chica en el club                                    |                                  |
| 1971      | Alias Smith and Jones                          | Chica joven                                         |                                  |
| 1971      | The Brady Bunch                                | The Girl                                            |                                  |
| 1971      | The D.A.                                       | Katy Benson, Katy, Public Defender Katherine Benson | 6 ep.                            |
| 1972      | Sarge                                          | Milly                                               |                                  |
| 1973      | Cannon                                         | Amy Gladstone                                       |                                  |
| 1973      | The Waltons                                    | Sue Cooper                                          |                                  |
| 1974      | The Death Squad                                | Sharon                                              | Telefilme                        |
| 1974      | Dirty Sally                                    | Melinda                                             |                                  |
| 1974      | The Second Coming of Suzanne                   | Stewardess                                          | Largometraje                     |
| 1973-1974 | Gunsmoke                                       | Anne Ludley, Minnie Nolen                           | 2 ep.                            |
| 1974      | Petrocelli                                     | Millie Conway                                       |                                  |
| 1975      | Little House on the Prairie                    | Trudy Coulter                                       |                                  |
| 1975      | Marcus Welby, M.D.                             | Steffie Rhodes                                      |                                  |
| 1975      | Medical Story                                  |                                                     |                                  |
| 1976      | State Fair                                     | Karen                                               | Telefilme                        |
| 1976      | The Quest                                      | Lucy Braxton                                        |                                  |
| 1977      | The Fantastic Journey                          | Andrea                                              |                                  |
| 1977      | A Year at the Top                              | Trish                                               |                                  |
| 1977      | Rosetti and Ryan                               | Kelly                                               |                                  |
| 1978      | Confessions of the D.A. Man                    | Katy Benson                                         | Telefilme                        |
| 1978      | CHiPs                                          | Juliet                                              |                                  |
| 1978      | Fantasy Island                                 | Florence Stouton                                    |                                  |
| 1978      | Steel Cowboy                                   | Gloria                                              | Telefilme                        |
| 1978      | The Incredible Hulk                            | Jill Norton                                         |                                  |
| 1979      | Kaz                                            |                                                     |                                  |
| 1979      | Just You and Me, Kid                           | Dra. Nancy Faulkner                                 | Largometraje                     |
| 1979      | Lou Grant                                      | Barbara Benedict                                    |                                  |
| 1979      | Salem's Lot                                    | Bonnie Sawyer                                       | TV miniseries 2 ep.              |
| 1980      | Hart to Hart                                   | Scottie McClain                                     |                                  |
| 1980      | Brave New World                                | Linda Lysenko                                       | Telefilme                        |
| 1980      | To Find My Son                                 | Connie Marx                                         | Telefilme                        |
| 1981      | Ladies' Man                                    | Sheila Thackeray                                    |                                  |
| 1981      | Riker                                          | Janis                                               |                                  |
| 1981      | Ramblin' Man                                   | Nancy                                               |                                  |
| 1982      | Knots Landing                                  |                                                     |                                  |
| 1982      | Insight                                        | Laurie                                              |                                  |
| 1983      | Uncommon Valor                                 | Karen Merritt                                       |                                  |
| 1983      | The Mississippi                                |                                                     |                                  |
| 1983      | Tucker's Witch                                 | Natalie Gorman                                      |                                  |
| 1984-1985 | Charles in Charge                              | Jill Pembroke                                       | 22 episodes                      |
| 1985      | MacGruder and Loud                             | Olivia                                              |                                  |
| 1985      | T.J. Hooker                                    | Martha Kenter                                       |                                  |
| 1986      | St. Elsewhere                                  | Sra. Moynihan                                       |                                  |
| 1986      | MacGyver                                       | Susan Cooper                                        |                                  |
| 1986      | Matlock                                        | Janice Pearson                                      |                                  |
| 1987      | Family Ties                                    | Maureen Keaton                                      | 2 ep.                            |
| 1987      | Designing Women                                | Janet Shackleford                                   | 2 ep.                            |
| 1987      | Starman                                        | Joanna Daniels Kendall                              |                                  |
| 1987      | Baby Girl Scott                                | Robin                                               | TV movie                         |
| 1987      | Newhart                                        | Leah Myers                                          |                                  |
| 1987      | Jake and the Fatman                            | Ellen Gregg                                         |                                  |
| 1988      | Our House                                      | Charlotte                                           |                                  |
| 1985-1988 | Magnum P.I.                                    | Karen                                               | 3 eps.                           |
| 1987-1989 | Growing Pains                                  | Grace Thornton, Gracie Thornton, Sra.Dufelder       | 4 eps.                           |
| 1989      | Heartbeat                                      | Beverly                                             |                                  |
| 1989      | Duet                                           | Annette                                             |                                  |
| 1989      | The Robert Guillaume Show                      | Lisa                                                |                                  |
| 1989      | The Runnin' Kind                               | Aunt Barbara                                        | Largometraje                     |
| 1989      | Lisa                                           | Sra. Marks                                          | Largometraje                     |
| 1989      | Doogie Howser M.D.                             | Lauren Aaron                                        |                                  |
| 1990      | Life Goes On                                   | Marina Maxwell                                      |                                  |
| 1991      | Defending Your Life                            | Tram Guide                                          | Largometraje                     |
| 1991      | Wildest Dreams                                 |                                                     | Telefilme                        |
| 1992      | Reasonable Doubts                              | Barbara Lake                                        |                                  |
| 1993      | Civil Wars                                     | Jo Ann Reiman                                       |                                  |
| 1993      | Brooklyn Bridge                                | Tía Alice                                           | 2 eps.                           |
| 1994      | Home Improvement                               | Francine                                            |                                  |
| 1994      | Beverly Hills 90210                            | Líder del grupo                                     |                                  |
| 1992-1995 | Hearts Afire                                   | Diandra                                             | 2 eps.                           |
| 1995      | Dr. Jekyll and Ms. Hyde                        | Psiquiatra de DuBois                                | Largometraje                     |
| 1995      | Partners                                       | Sra. Blumenthal                                     |                                  |
| 1995      | Land's End                                     | Leigh Breck                                         |                                  |
| 1995      | Present Tense, Past Perfect                    |                                                     | Telefilme                        |
| 1995      | New York Daze                                  |                                                     |                                  |
| 1996      | Lois and Clark: The New Adventures of Superman | Sally Reynolds                                      |                                  |
| 1996      | Chicago Hope                                   | Ex nº1 de Joanna Sutton                             |                                  |
| 1997      | Moloney                                        | Dra. Jenny Russell                                  |                                  |
| 1998      | Silk Stalkings                                 | Victoria Bradford                                   |                                  |
| 1999      | Family Law                                     | Marilyn Reston                                      |                                  |
| 2002      | ER                                             | Dra. Felicia Kind                                   |                                  |
| 2002      | Days of Our Lives                              | Carol Burns                                         |                                  |
| 2002-2004 | Judging Amy                                    | Denise Thebault                                     | 2 eps.                           |
| 2007      | The Happiest Day of His Life                   | Sra. Jacob's                                        | Largometraje                     |
| 2007      | The Circuit                                    |                                                     |                                  |
| 2010      | Jelly                                          | Marie Woods                                         | Película                         |
| 2015      | Almost Midnight                                | Abuela                                              | Corto                            |
| 2017-2018 | Whatta Lark                                    | Diane Revere                                        | 5 eps.                           |
| 2020      | Teenage Bounty Hunters                         | Madre                                               |                                  |